# Valerio Cassani
Valerio Cassani (Jerago con Orago, 28 febbraio 1922 – Varese, 23 febbraio 1995) è stato un calciatore italiano, di ruolo centrocampista.

## Carriera
Centrocampista utilizzato come ala, cresce tra le file del Milan, con cui tuttavia non riesce ad esordire in prima squadra. Passa al Padova dove in due stagioni di Serie B riesce a realizzare 29 reti.
Lo acquista l'Atalanta, con cui esordisce in Serie A e disputa il torneo di guerra. Passa quindi al Modena, con cui ottiene un terzo ed un quinto posto nel massimo campionato. L'anno successivo a Livorno non si rivela altrettanto fortunato, con i labronici che retrocedono tra i cadetti. Nemmeno la successiva esperienza a Bari è positiva, dato che in due anni i pugliesi passano dalla Serie A alla C.
Gli ultimi anni della carriera lo vedono al Genoa, dove ottiene una promozione nel massimo campionato, mentre nell'anno successivo non riesce a disputare nemmeno una partita. Conclude la carriera in IV Serie alla Cavese.
In seguito al ritiro dall'attività di calciatore, continuò gli studi di medicina conseguendone la laurea ed esercitò quindi la professione medica nel suo paese natale.
Morì il 23 febbraio 1995 all'età di 72 anni.

## Statistiche

### Cronologia presenze e reti in nazionale
| Cronologia completa delle presenze e delle reti in nazionale ― Italia | Cronologia completa delle presenze e delle reti in nazionale ― Italia | Cronologia completa delle presenze e delle reti in nazionale ― Italia | Cronologia completa delle presenze e delle reti in nazionale ― Italia | Cronologia completa delle presenze e delle reti in nazionale ― Italia | Cronologia completa delle presenze e delle reti in nazionale ― Italia | Cronologia completa delle presenze e delle reti in nazionale ― Italia | Cronologia completa delle presenze e delle reti in nazionale ― Italia |
| Data                                                                  | Città                                                                 | In casa                                                               | Risultato                                                             | Ospiti                                                                | Competizione                                                          | Reti                                                                  | Note                                                                  |
| --------------------------------------------------------------------- | --------------------------------------------------------------------- | --------------------------------------------------------------------- | --------------------------------------------------------------------- | --------------------------------------------------------------------- | --------------------------------------------------------------------- | --------------------------------------------------------------------- | --------------------------------------------------------------------- |
| 2-8-1948                                                              | Brentford                                                             | Stati Uniti                                                           | 0 – 9                                                                 | Italia                                                                | Olimpiadi 1948 - Ottavi di finale                                     | -                                                                     |                                                                       |
| 5-8-1948                                                              | Londra                                                                | Danimarca                                                             | 5 – 3                                                                 | Italia                                                                | Olimpiadi 1948 - Quarti di finale                                     | -                                                                     |                                                                       |
| Totale                                                                |                                                                       | Presenze                                                              | 2                                                                     |                                                                       | Reti                                                                  | 0                                                                     |                                                                       |

## Palmarès

### Club

#### Competizioni nazionali
- Serie B: 1

Genoa: 1952-1953